# Haut-commissaire de la République en Polynésie française

Armoiries de la Polynésie française

Le haut-commissaire de la République en Polynésie française est le représentant de l'État français en Polynésie française, avec rang de préfet généralement appelé localement dans les médias « Haussaire ».
Ses compétences sont régies par la loi organique no 2004-192 modifiée, et tout particulièrement le titre V.
Il est nommé par décret du président de la République délibéré en conseil des ministres, comme n'importe quel préfet. Il fait publier les lois du pays avec le contreseing du président de la Polynésie française. Il assure leur publication, ainsi que tout règlement administratif, au Journal officiel. Il est chargé de l'organisation des services relevant des pouvoirs régaliens de l'État : sécurité, justice surtout. C'est lui également qui gère les cellules de crise liées à des évènements climatiques, comme les cyclones tropicaux.
Il est secondé par un secrétaire général et dispose de quatre directions, chargées d'instruire les dossiers de fond. Celles-ci assurent des missions de contrôle, de gestion, d'assistance technique et veillent à l'application du droit.
Le haut-commissaire est président du conseil de gouvernement jusqu'au 14 septembre 1984.
Sa résidence est fixée au Haut-Commissariat, à Papeete.

## Île Clipperton
Le haut-commissaire est actuellement l'administrateur délégué par le gouvernement français et supervisé par son ministre des Outre-mer, chargé de gérer au nom de l'État les affaires administratives courantes relatives à l'île de Clipperton, car cette possession française d'outre-mer sans aucune population résidente permanente ne dispose d'aucune collectivité territoriale compétente, ni même d'aucune administration locale.
L'État peut lui déléguer des missions relatives à l'organisation des services relevant des pouvoirs de l'État en matière de sécurité, d'environnement, de fiscalité, ou encore d'affaires sociales ou économiques. En revanche les affaires légales et judiciaires concernant l'île et sa souveraineté ne sont pas de son ressort, le droit applicable étant établi par la loi nationale, le gouvernement ayant l'autorité exécutive et réglementaire, les tribunaux de Paris et les hautes cours nationales ayant la compétence judiciaire sur l'action du gouvernement ou de l'administrateur délégué et sur les affaires concernant la zone de souveraineté française autour de l'île de Clipperton.
Parmi les missions permanentes de l'administrateur délégué figurent celles concernant l'organisation de la zone de défense et de sécurité de la Polynésie française, qui recouvre non seulement le territoire et l'espace aérien de la Polynésie française et la zone économique exclusive (ZEE) qui la borde, mais aussi le territoire et l'espace aérien de l'île de Clipperton et la ZEE qui la borde. Ces missions permanentes s'étendent également pour les autres affaires civiles à la zone maritime de la Polynésie française, qui inclut non seulement le domaine public territorial maritime et la ZEE de la Polynésie française, mais aussi le domaine public territorial maritime et la ZEE de l'île de Clipperton.
En matière exécutive, administrative, réglementaire, sociale ou économique, les collectivités territoriales de la Polynésie française et leurs établissements publics ou institutions ne disposent d'aucun droit sur cette île et sa zone maritime (sauf en cas de délégation temporaire de compétence par le gouvernement pour certaines missions de service public d'intérêt régional contrôlées par l'administrateur délégué). En droit civil, il n'y a aucune délégation par le gouvernement, Clipperton est une propriété exclusive de l'État français, seul habilité à accorder aux tiers d'éventuels droits d'accès ou concessions d'exploitation (et à faire contrôler l'usage de ces droits par l'administrateur délégué ou par d'autres institutions de l'État). En matière de justice, les tribunaux de la Polynésie française ne disposent également d'aucune compétence directe (sauf en cas de délégation temporaire pour certaines affaires judiciaires régionales par une cour de justice de Paris ou nationale compétente). En droit international, Clipperton est régi par la Constitution française et les traités en vigueur ratifiés par la République française (ou ceux ratifiés par d'autres régimes plus anciens et dont la République est le successeur reconnu) que la Constitution protège et mis en application par la loi nationale, lesquels traités peuvent désigner en cas de litiges une cour internationale compétente pour les arbitrer (si l'État français entérine légalement les arbitrages rendus, il les fera exécuter par les tribunaux compétents à Clipperton et pourra en faire contrôler l'application par son administrateur délégué).

## Liste des représentants français en Polynésie française

### Liste des hauts-commissaires de la République (depuis 1977)
| Début              | Fin                                      | Nom                              | Fonction précédente | Observations |
| ------------------ | ---------------------------------------- | -------------------------------- | --- | --- |
| 13 juillet 1977    | 31 octobre 1977                          | Charles Schmitt                  | En service détaché, à la disposition du Secrétaire d'État aux DOM-TOM, gouverneur de la République en Polynésie française | Mort en fonction |
| 18 décembre 1977   | 27 juillet 1981                          | Paul Cousseran (1922 - 2000)     | Préfet de l'Essonne | Nommé préfet de la région Corse, préfet de la Corse-du-Sud                                                                                    |
| 27 juillet 1981    | 15 janvier 1983                          | Paul Noirot-Cosson (1924 - 1997) | Préfet des Pyrénées-Atlantiques | Chargé de mission à l'inspection générale de l'administration                                                                                 |
| 15 janvier 1983    | 8 mars 1985                              | Alain Ohrel (né en 1935)         | Préfet de la Charente | Nommé préfet de Maine-et-Loire |
| mars 1985          | avril 1986                               | Bernard Gérard (né en 1932)      | Préfet de l'Ain | Nommé directeur de la surveillance du territoire au ministère de l'intérieur                                                                  |
| avril 1986         | 10 novembre 1987                         | Pierre Angéli (1921 - 2008)      | Conseiller d’État | Secrétaire général honoraire de l’Institut international de droit d’expression française                                                      |
| 28 novembre 1987   | 3 janvier 1992                           | Jean Montpezat (né en 1937)      | Haut-commissaire de la République en Nouvelle-Calédonie | Nommé trésorier-payeur général du Calvados |
| 31 janvier 1992    | 8 août 1994                              | Michel Jau (né en 1951)          | Conseiller technique au cabinet du Président de la République | Nommé président du conseil d'administration de la Société concessionnaire française pour la construction du tunnel routier sous le Mont-Blanc |
| 8 août 1994        | 27 août 1997                             | Paul Roncière (né en 1942)       | Préfet de la Haute-Saône | Secrétaire général de la mer |
| 27 août 1997       | 8 octobre 1997                           | Michaël Jeanjean (né en 1951)    | Secrétaire général du haut-commissariat de la République en Polynésie française | (par intérim) |
| 8 octobre 1997     | 24 octobre 2001                          | Jean Aribaud (né en 1943)        | Préfet de l'Yonne | Nommé préfet de la Seine-Saint-Denis |
| 24 octobre 2001    | 17 novembre 2001                         | Christian Massinon (né en 1946)  | Secrétaire général du haut-commissariat de la République en Polynésie française | (par intérim) |
| 17 novembre 2001   | 30 juillet 2005                          | Michel Mathieu (1944 - 2010)     | Préfet du Val-d'Oise | Nommé haut-commissaire de la République en Nouvelle-Calédonie                                                                                 |
| 30 juillet 2005    | 10 septembre 2005                        | Jacques Michaut (né en 1946)     | Secrétaire général du haut-commissariat de la République en Polynésie française | (par intérim) |
| 10 septembre 2005  | 29 juin 2008                             | Anne Boquet (née en 1952)        | Préfète l'Indre | Nommé préfète des Yvelines |
| 29 juin 2008       | 7 juillet 2008                           | Éric Spitz (né en 1963)          | Secrétaire général du haut-commissariat de la République en Polynésie française | (par intérim) |
| 7 juillet 2008     | 7 janvier 2011                           | Adolphe Colrat (né en 1955)      | Directeur des affaires politiques, administratives et financières au ministère de l'Outre-mer | Nommé préfet de Meurthe-et-Moselle |
| 7 janvier 2011     | 24 janvier 2011                          | Alexandre Rochatte (né en 1969)  | Secrétaire général du haut-commissariat de la République en Polynésie française | (par intérim) |
| 24 janvier 2011    | 1er août 2012                            | Richard Didier                   | Préfet de Haute-Loire | Nommé préfet hors cadre chargé de coordonner l'accueil des réfugiés syriens                                                                   |
| 1er août 2012      | 21 août 2013                             | Jean-Pierre Laflaquière          | Préfet de la Manche | A fait valoir ses droits à la retraite |
| 21 août 2013       | 3 mai 2016                               | Lionel Beffre                    | Préfet des Pyrénées-Atlantiques | Nommé préfet de l'Isère |
| 4 mai 2016         | 28 mai 2019 (3 ans et 24 jours)          | René Bidal                       | Préfet de l'Eure | Nommé préfet de Maine-et-Loire |
| 28 mai 2019        | 8 août 2019                              | Éric Requet (né en 1963)         | Secrétaire général du haut-commissariat de la République en Polynésie française | (par intérim) (1re fois) |
| 7 août 2019        | 27 juillet 2022                          | Dominique Sorain (né en 1955)    | Préfet de la Réunion (2014-2017), puis de Mayotte (2018-2019) - Directeur de cabinet de la ministre des Outre-mer, Annick Girardin | A fait valoir ses droits à la retraite |
| 27 juillet 2022    | 26 septembre 2022                        | Éric Requet (né en 1963)         | Secrétaire général du haut-commissariat de la République en Polynésie française | (par intérim) (2de fois) |
| 26 septembre 2022  | 31 août 2025 (2 ans, 11 mois et 5 jours) | Éric Spitz (né en 1963)          | Ancien secrétaire général du haut-commissariat de la République en Polynésie française (2008-2010) puis préfet Pyrénées-Atlantiques (2019-2022) | Nommé vice-président du conseil supérieur de l’appui territorial et de l’évaluation                                                           |
| 1er septembre 2025 |                                          | Alexandre Rochatte (né en 1969)  | Ancien secrétaire général du haut-commissariat de la République en Polynésie française (2010-2012) après Éric Spitz Nommé haut-commissaire de la République en Polynésie française après Éric Spitz, il prendra ses fonctions à partir du 1er septembre 2025 | |

## Dans la culture
Dans le film Pacifiction : Tourment sur les Îles, du réalisateur espagnol Albert Serra, Benoît Magimel incarne un haut-commissaire de la République en Polynésie française en butte à des rumeurs locales évoquant une reprise des essais nucléaires français.